# María Pardo Vergara
María Soledad Pardo Vergara (Viña del Mar, 3 de julio de 1988) es una abogada y doctora en Derecho. Se desempeñó como consejera constitucional en representación de la Circunscripción 6, Región de Valparaíso en el Proceso constituyente en Chile de 2023.

## Biografía
Completó sus estudios primarios y secundarios en el St Margaret's School, donde culminó su educación en 2006. Posteriormente, estudió en la Pontificia Universidad Católica de Valparaíso, graduándose en Derecho en 2012 y jurando como abogada el 13 de marzo de 2015.
En marzo de 2023, alcanzó el título de Doctora en Derecho en la misma institución. Durante su etapa doctoral, llevó a cabo pasantías de investigación en el Cambridge Forum for Legal and Political Philosophy de la Universidad de Cambridge (Inglaterra) y en el Legal Theory Group de la Universidad de Glasgow (Escocia).
Ha desempeñado roles docentes en varias universidades de la región de Valparaíso, incluyendo la Pontificia Universidad Católica de Valparaíso y la Universidad de Playa Ancha.
En la actualidad, ocupa la posición de profesora en la Universidad Católica del Norte, sede Coquimbo, impartiendo cursos de Derecho Político, Derecho Constitucional y Perspectivas de Género.
Sus áreas de investigación académica abarcan el Derecho Constitucional, la Teoría de la Constitución, la Filosofía Jurídica y Política, con especial énfasis en perspectivas críticas sobre el Derecho, incluyendo las perspectivas feministas.

## Carrera política
En las elecciones del 7 de mayo de 2023 del Proceso Constitucional, se postuló como candidata para ocupar el cargo de consejera constitucional, representando a la 6ª Circunscripción de la Región de Valparaíso por el partido Convergencia Social, dentro del pacto Unidad para Chile. Resultó elegida con un total de 108.843 votos.
En cuanto a su participación en las comisiones del Consejo Constitucional, formó parte de la Comisión de Función Jurisdiccional y Órganos Autónomos. Posteriormente, se unió a la Comisión Mixta, la cual tuvo la responsabilidad de proponer soluciones a las normas en disputa dentro del proyecto de la nueva Carta Fundamental.

## Historial electoral

### Elecciones de consejeros constituyentes de 2023
- Elecciones de consejeros constitucionales de 2023, para la Circunscripción 6 (Región de Valparaíso)[7]

| Candidato                          | Pacto               | Partido | Votos   | %     | Resultado |
| ---------------------------------- | ------------------- | ------- | ------- | ----- | --------- |
| Antonio Barchiesi Chávez           | Partido Republicano | PRCh    | 222 474 | 20,68 | Consejero |
| María Soledad Pardo Vergara        | Unidad para Chile   | CS      | 108 529 | 10,09 | Consejera |
| Carolina Fernández Quezada         | Unidad para Chile   | PCCh    | 71 039  | 6,60  |           |
| María de los Ángeles López Porfiri | Partido Republicano | PRCh    | 70 859  | 6,59  | Consejera |
| Aldo Valle Acevedo                 | Unidad para Chile   | PS      | 68 564  | 6,37  | Consejero |
| Valeria Cárcamo Vidal              | Unidad para Chile   | RD      | 67 345  | 6,26  |           |
| Edmundo Eluchans Urenda            | Chile Seguro        | UDI     | 58 175  | 5,41  | Consejero |
| Marco Antonio Núñez Lozano         | Todo por Chile      | PPD     | 52 204  | 4,85  |           |
| Marcelo Schilling Rodríguez        | Unidad para Chile   | PS      | 45 514  | 4,23  |           |
| Leslie Briones Rojo                | Chile Seguro        | RN      | 37 157  | 3,45  |           |
| Gonzalo Ibáñez Santa María         | Chile Seguro        | ILE     | 35 837  | 3,33  |           |
| Raimundo Palamara                  | Partido Republicano | PRCh    | 32 780  | 3,05  |           |
| Tatiana Bernal                     | Partido Republicano | PRCh    | 30 805  | 2,86  |           |
| Pedro Schwedelbach                 | Partido Republicano | PRCh    | 27 889  | 2,59  |           |